# Acalolepta subbicolor
Acalolepta subbicolor är en skalbaggsart som först beskrevs av Stefan von Breuning 1954.  Acalolepta subbicolor ingår i släktet Acalolepta och familjen långhorningar. Inga underarter finns listade i Catalogue of Life.